# Lipowy Most
Lipowy Most – wieś w Polsce położona w województwie podlaskim, w powiecie sokólskim, w gminie Szudziałowo.
W latach 1975–1998 miejscowość administracyjnie należała do województwa białostockiego.
W miejscowości znajduje się hotel z polem golfowym z sześcioma dołkami i strzelnicą typu Driving Range.
Prawosławni mieszkańcy wsi należą do parafii  św. Anny w Królowym Moście, a wierni kościoła rzymskokatolickiego do parafii Parafia Matki Bożej Miłosierdzia w Podlipkach.

## Galeria

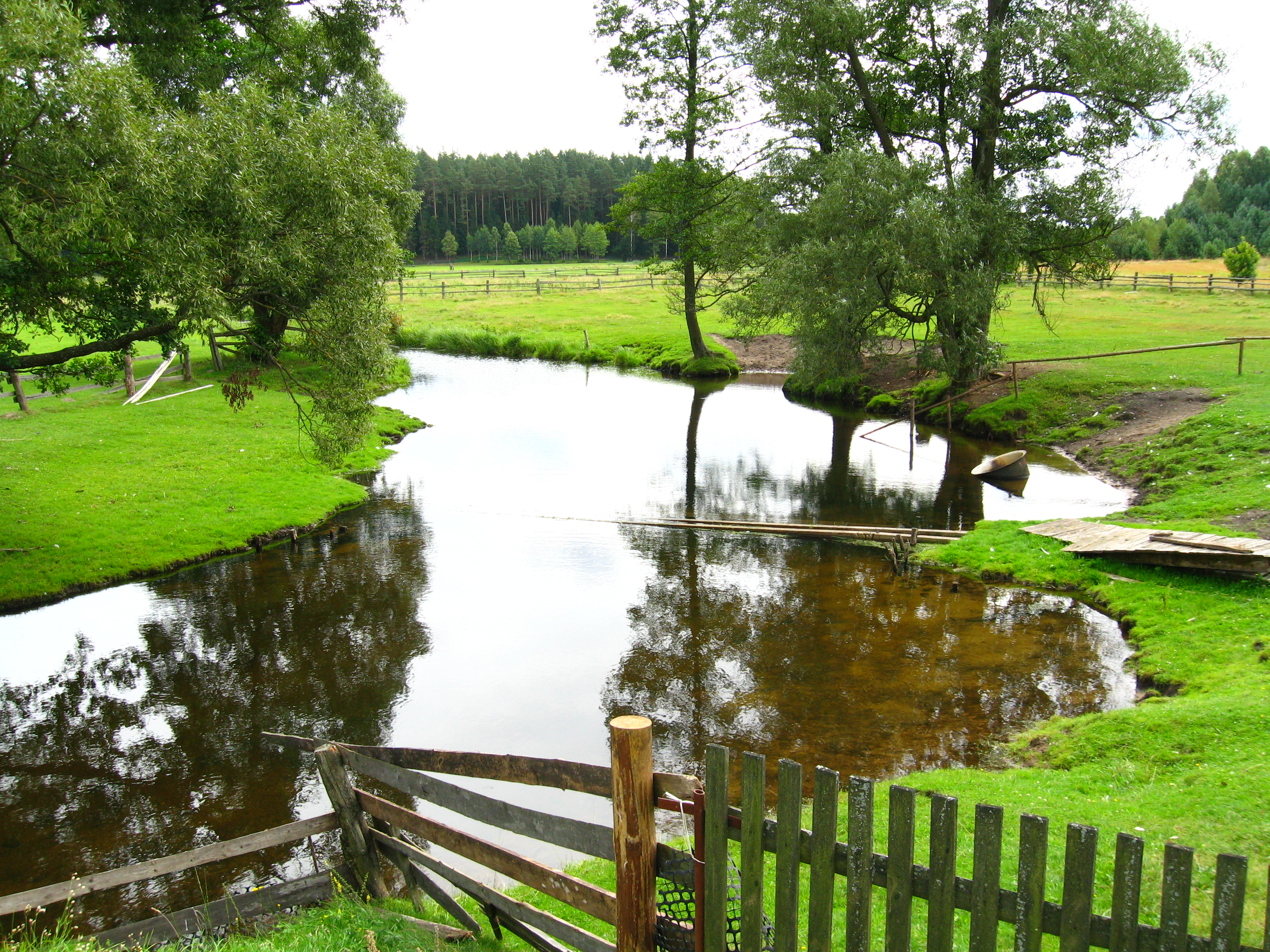
Rzeka Słoja
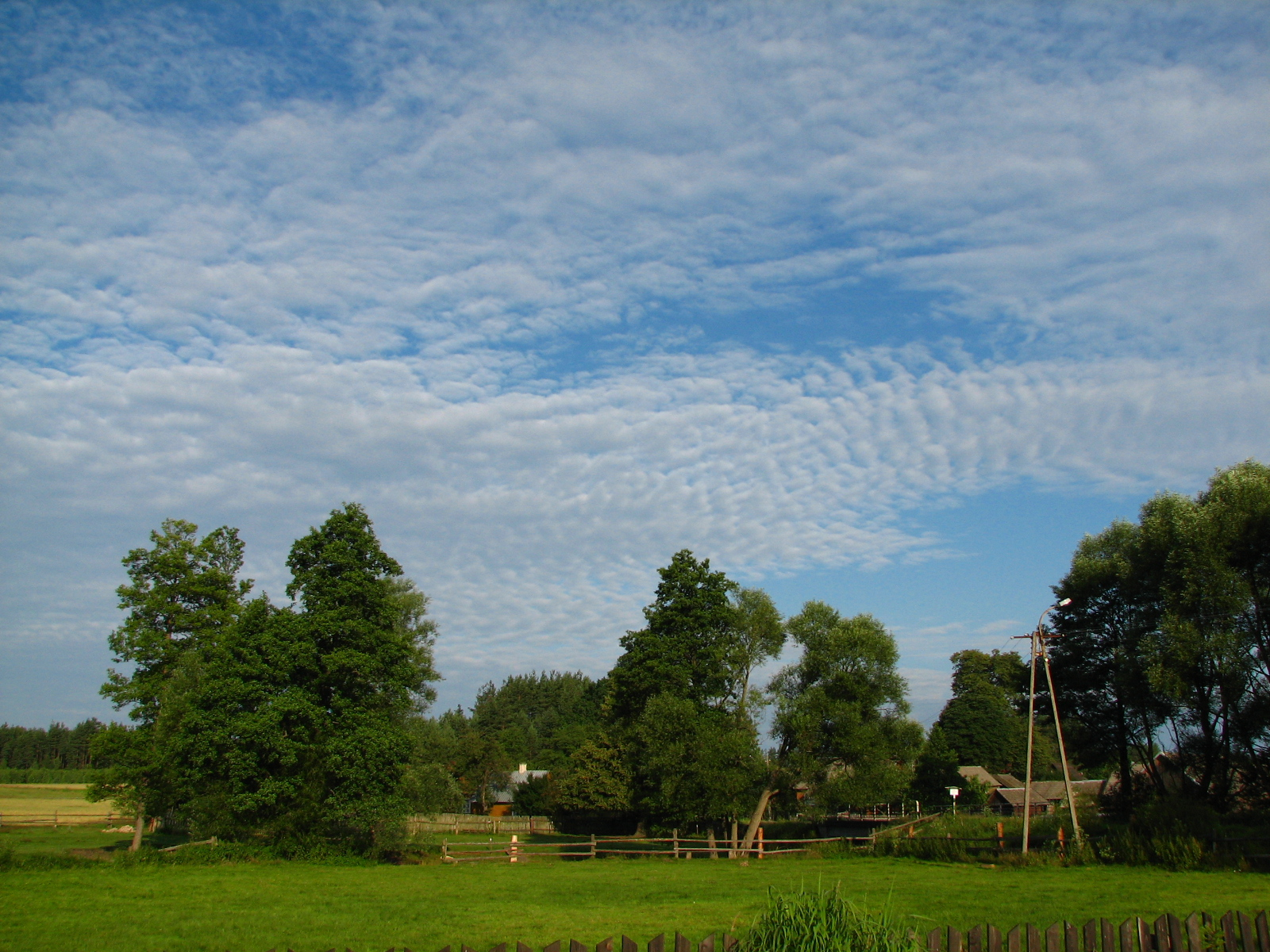
Lipowy Most, widok ogólny